# Tony Schmitz
Frederik Anton (Tony) Schmitz (Rotterdam, 3 mei 1876 – Amsterdam, 1 november 1919) was een Nederlands variété- en revueartiest,  en schrijver van (maatschappijkritische) liedjes en toneelstukken.
Hij was de zoon van pianoreparateur Frederik Anton Schmitz en Alida Hendrika Klausz. Hij vormde sinds 13 november 1901 met Leonarda Adriana Maria Groeneveld (steevast aangeduid als mevrouw Schmitz, 1878-1955) het artiestenechtpaar “Hollandsche Duettisten”.
In zijn jeugd volgde hij een HBS-opleiding. Hij was een van de spelers in het gezelschap Het Vrije Toneel van Nap de la Mar en Koos Speenhoff. Toen die twee uit elkaar gingen sloot hij zich aan bij de troep rondom Henri ter Hall, waarvan Schmitz directeur werd. 
Enkele Werken:
- 1906: De bezembaron
- 1906: Zijn edel-achtbare, een satirische eenakter, opgevoerd door Nap de la Mar en Koos Speenhoff, geschreven naar aanleiding van een verbod tot uitvoering van een eerder stuk vanwege “laag zedelijk peil” en tegen de Rooms-Katholieke vereniging Voor Eer en Deugd.
- 1911: Bruiloft van Mietje
- 1913: Leliekruid
- 1915: Weet je 't al van Schellevis-Mie?
- 1917: Blonde Sacha
- 1919: Domme Doortje, een operette gebaseerd op een blijspel van Marquardt van Vryndt, voorzien van muziek door Max Gabriel (tevens dirigent), die uitvoeringen kreeg in Circus Carré; het handelt over een naïef meisje dat in de stad belandt; het werd tot 1929 regelmatig uitgevoerd, zo ook op het veertigjarig jubileum van Gabriël.[1]
- De milioenendief

Hij schreef voorts liedteksten voor onder andere Maupie Staal. 
De laatste jaren van zijn leven werden gekenmerkt door klachten van pijn op de borst, maar hij wilde niet tot rust komen. Hij werkte toen veelal samen met Max Gabriel die door middel van een overlijdensbericht afscheid nam.
Schmitz werd onwel in zijn huis vlak voor de première van Domme Doortje in Carré. Hij werd naar de Centrale Israëlietische Ziekenverpleging in de Jacob Obrechtstraat gebracht, waar hij kort daarna overleed. De bloemenhulde vond ook daar plaats. Hij werd begraven op Zorgvlied.
Het Eye Filmmuseum bezit een reclamefilmpje voor Monopol-thee waarin Schmitz wordt voorgesteld.
- Digitale Bibliotheek voor de Nederlandse Letteren: schm124
- Nederlandse Thesaurus van Auteursnamen: 145071480
- Virtual International Authority File: 280274977